# مسجدجامع گرمی
مسجدجامع گرمی یکی از بناهای مذهبی فرهنگی گرمی بوده که در سال‌های اخیر نوسازی شده است.
مسجدجامع گرمی دو مناره بلندو یک گنبد دارد. مسجدجامع گرمی محل برگزاری نمازهای جمعه و جماعات و مراسم و اجتماعات مذهبی فرهنگی شهرستان گرمی بوده و نزد اهالی بومی از تقدس و جایگاه والایی برخوردار است.